# Муавиль
Муави́ль (фр. Mouaville) — коммуна во французском департаменте Мёрт и Мозель, региона Лотарингия. Относится к кантону Конфлан-ан-Жарнизи.	

## География
Муавиль	расположен в 32 км к западу от Меца и в 65 км к северо-западу от Нанси. Соседние коммуны: Тюмеревиль на юго-востоке, Бешам и Ланьер на западе.

## Демография
Население коммуны на 2010 год составляло 109 человек.
| 1962 | 1968 | 1975 | 1982 | 1990 | 1999 | 2010 |
| ---- | ---- | ---- | ---- | ---- | ---- | ---- |
| 117  | 92   | 62   | 66   | 52   | 58   | 109  |